# Dnieprzańska Elektrownia Wodna
Dnieprzańska Elektrownia Wodna (ukr. Дніпровська ГЕС, trb. Dniprowśka HES) – przepływowa elektrownia wodna na rzece Dniepr na Ukrainie. Znajduje się w mieście Zaporoże. Jej zapora tworzy Zbiornik Dnieprzański.
Zbudowana w latach 1927–1932 Dnieprzańska Elektrownia Wodna była pierwszą elektrownią wodną, powstałą w ówczesnej Ukraińskiej Socjalistycznej Republice Radzieckiej, ponadto jest największą z sześciu elektrowni wodnych zbudowanych na Dnieprze. Do 1956 roku była uważana za największą elektrownię wodną zarówno w ZSRR, jak i w całej Europie. Była najważniejszym projektem budowlanym pierwszego z radzieckich planów gospodarczych, tzw. pięciolatek.

## Charakterystyka
Dnieprzańska Elektrownia Wodna jest częścią jednolitego systemu energetycznego Ukrainy i pełni funkcję „regulatora szczytowego”, pokrywając ponad 10% dobowego zapotrzebowania kraju na energię elektryczną. Jej zapora ma 760 m długości i 60 m wysokości. Utworzony dzięki niej zbiornik wodny, Zbiornik Dnieprzański, ma 420 km² powierzchni i 170 km długości.
Moc elektrowni wynosi 1569 MW, a rocznie wytwarza do 4,008 miliona kWh energii. Jest piątą elektrownią w kaskadzie elektrowni wodnych na Dnieprze. Jest własnością spółki Ukrhidroenerho.

## Historia

### Przed powstaniem
Pomysł budowy zapór na Dnieprze zrodził się w XVIII wieku za panowania carycy Katarzyny II Wielkiej. Po podboju Krymu Imperium Rosyjskie uznało Dniepr za obiecującą arterię transportową do dostarczania towarów na nowe ziemie i umacniania swoich pozycji na wschodzie. Wykorzystanie rzeki do celów transportowych uniemożliwiały słynne progi rzeczne, tzw. porohy, dlatego priorytetem w ówczesnych projektach było zapewnienie żeglugi na całej długości Dniepru poprzez zalanie progów. Powstało wiele tego typu projektów; jeden z nich, opracowany w 1905 roku przez Genricha Graftio i inżyniera Stiepana Maksimowa, zakładał budowę trzech zapór i elektrowni wodnych w pobliżu miasta Zaporoże o łącznej mocy 80–100 MW. Żaden z nich nie doczekał się jednak realizacji, gdyż wzdłuż Dniepru znajdowały się liczne zabytki historii, architektury i kultury, w tym dwa wyjątkowe miejsca historyczne – Sicz Zaporoska i twierdza Kudak. Z tego powodu carscy inżynierowie nie odważyli się zbudować elektrowni wodnej na Dnieprze.

### Budowa i pierwsze lata działalności

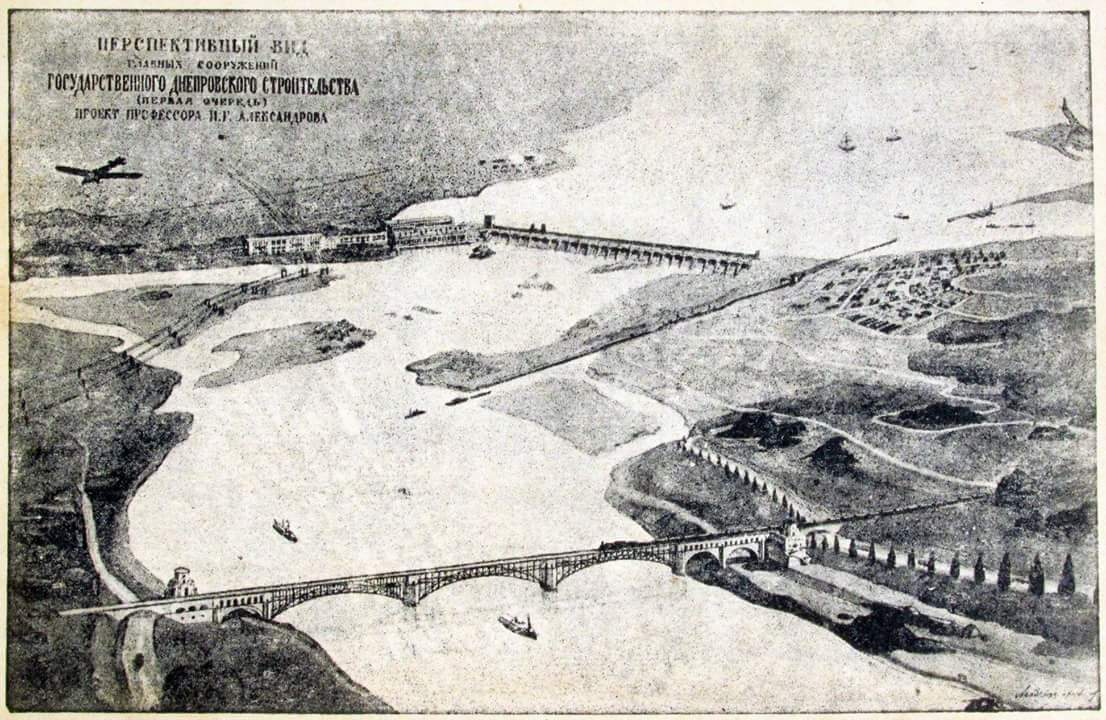
Jeden z wczesnych projektów elektrowni autorstwa Iwana Aleksandrowa

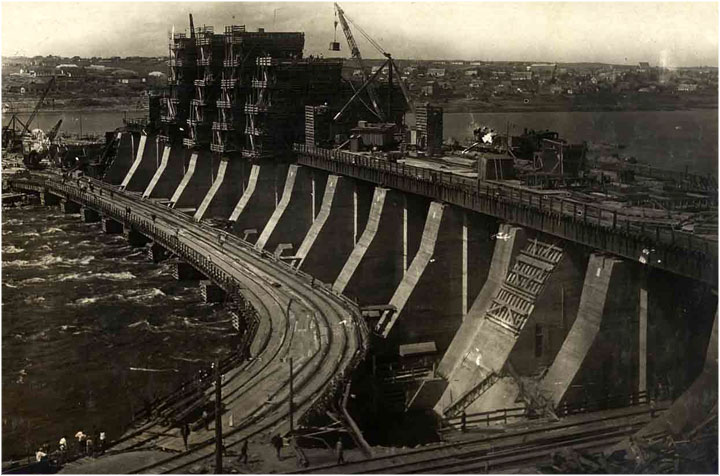
Zapora elektrowni podczas budowy

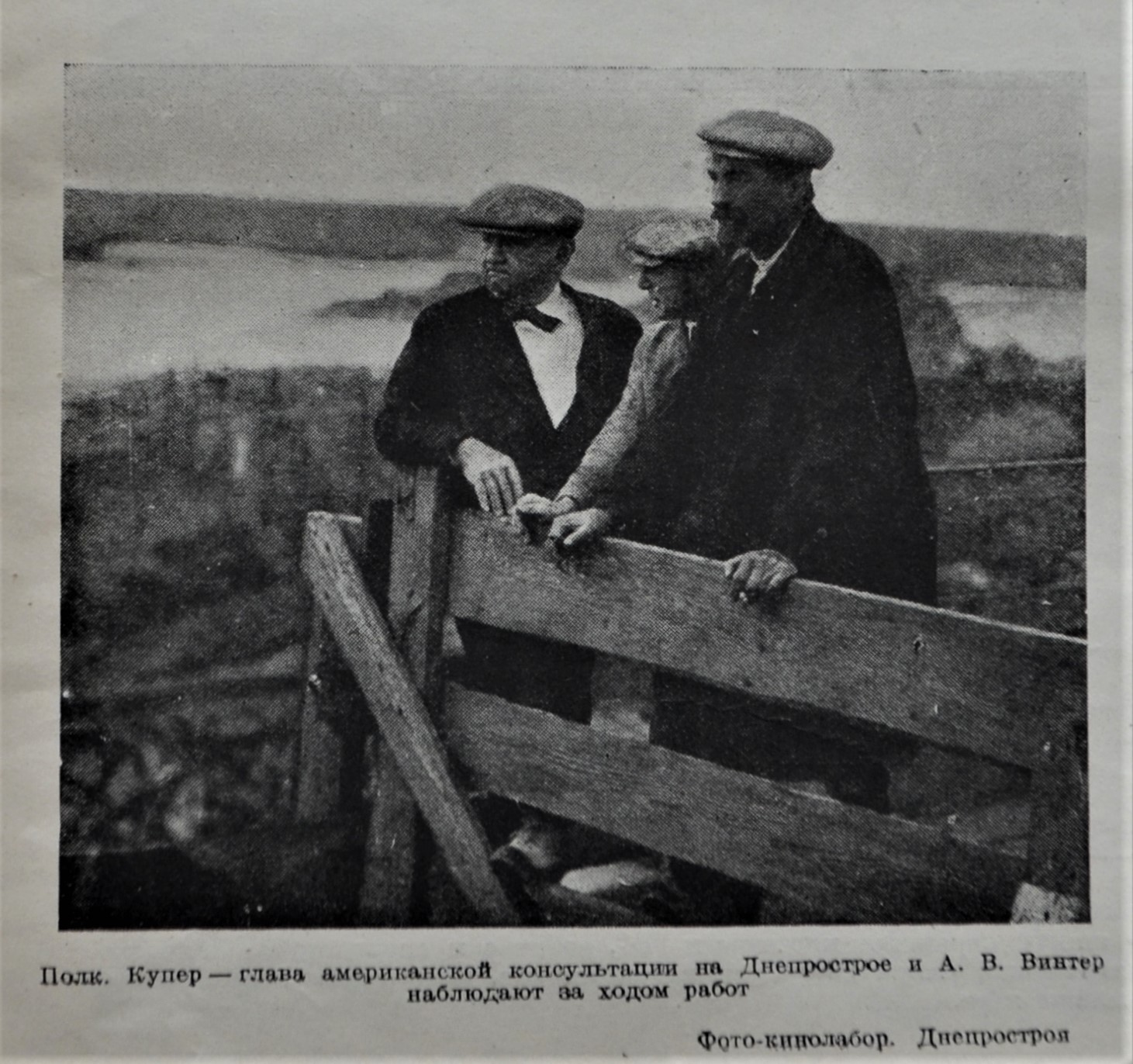
Hugh Lincoln Cooper i Aleksandr Winter obserwujący postępy prac budowlanych przy elektrowni w 1932 roku

W 1920 roku władze Rosji Radzieckiej przyjęły plan GOELRO, który postawił na pierwszym miejscu produkcję taniej energii elektrycznej na potrzeby uprzemysłowienia kraju. W tym samym roku Iwan Aleksandrow rozpoczął opracowywanie projektu budowy elektrowni wodnej na Dnieprze, proponując wzniesienie jednej dużej zapory z elektrownią o dużej mocy sięgającej 560 MW, zamiast kilku elektrowni generujących małą moc. Jako lokalizację budowy elektrowni wskazał położone w mieście Zaporoże miejsce niedaleko wyspy Chortyca, zwane „Wilczym Gardłem”. Za projekt architektoniczny elektrowni odpowiadał Wiktor Wiesnin. Równolegle z produkcją energii elektrycznej dla przemysłu planowano budowę budowli hydrotechnicznej, mającej rozwiązać odwieczny problem zapewnienia żeglugi na Dnieprze, a także kwestie nawadniania stepów i komunikacji kolejowej dla powstających kilka kilometrów od Zaporoża zakładów metalurgicznych z bazą surowcową Donbasu i Krzywego Rogu.
15 marca 1927 roku oficjalnie rozpoczęła się budowa elektrowni. Kierownictwo nad pracami budowlanymi sprawowali Aleksandr Winter jako naczelny konstruktor i Boris Wiedieniejew jako główny inżynier. Realizacja projektu wymagała poważnej mechanizacji i organizacji szeregu zakładów pomocniczych. Na miejscu utworzono warsztaty mechaniczne, tartak, betoniarnię, tłocznie, zorganizowano środki transportu. Z Niemiec sprowadzono kruszarki do kamienia i oprzyrządowanie elektryczne dla tymczasowej podelektrowni, która zapewniała zasilanie na czas budowy, z Czechosłowacji z kolei pozyskano konstrukcje metalowe. Winter w późniejszych wspomnieniach podkreślał, że w 1931 roku na budowie elektrowni położono 500 tysięcy m³ betonu – więcej niż kiedykolwiek dotąd na świecie. Na budowie pracowały w różnych okresach różne liczby ludzi idące w dziesiątki tysięcy: w listopadzie 1927 roku na budowie pracowało 13 tysięcy osób, w październiku 1931 roku – 43 tysiące, a w 1932 roku – 63 tysiące. Jako że w ówczesnych czasach ani radzieccy ani europejscy specjaliści nie mieli doświadczenia w budowie dużych obiektów hydrotechnicznych, w budowie zaporoskiej elektrowni czynny udział brali specjaliści ze Stanów Zjednoczonych. Głównym konsultantem do spraw budowy obiektu został inżynier wojskowy Hugh Lincoln Cooper. W przyznaniu Cooperowi tej funkcji decydującą rolę odegrał sam Józef Stalin, który ze względów politycznych wolał zaprosić jego, niż niemieckie przedsiębiorstwo Siemens AG. Cooper przy budowie obiektu w Zaporożu wykorzystał praktyczne doświadczenie, które zdobył przy budowie elektrowni na rzekach Missisipi i Niagara. Za swoją rolę przy wznoszeniu elektrowni został odznaczony, jako pierwszy obcokrajowiec, Orderem Czerwonego Sztandaru Pracy. Odznaczenie to otrzymało również pięciu innych amerykańskich specjalistów, zaangażowanych w budowę.

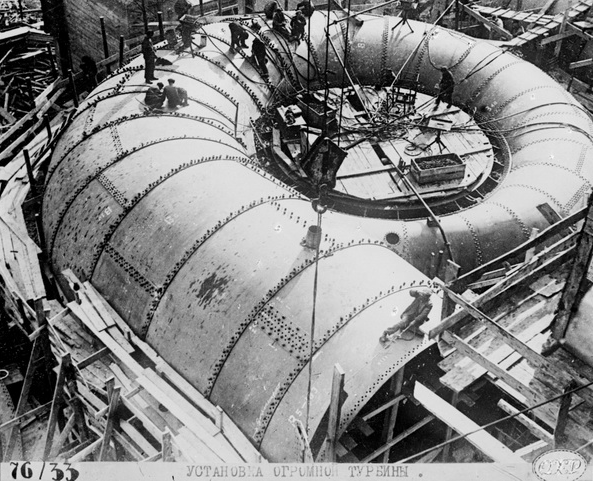
Montaż jednej z turbin elektrowni w 1932 roku

W budowanej elektrowni wykorzystano amerykańskie wyposażenie techniczne w postaci ośmiu turbin dostarczonych przez firmę Newport News Shipbuilding and Drydock Company i pięciu generatorów wyprodukowanych przez konglomerat General Electric. Dziewiątą i ostatnią turbinę zbudowano w Związku Radzieckim jako kopię amerykańskiej, zaś pozostałe cztery generatory wyprodukowały na podobieństwo amerykańskich zakłady Elektrosiła z Leningradu (ówczesna nazwa Petersburga). Pracujący przy budowie amerykańscy eksperci zaproponowali, aby projekt przewidywał możliwość wykorzystania zapory do celów transportu lądowego. Początkowo chodziło o kolej, ale ostatecznie zbudowano tylko odnogę linii tramwajowej, biegnącej przez zaporę.
W maju 1932 roku uruchomiono pierwszy generator, w lipcu tegoż roku pierwsze tramwaje wyjechały na trasę wiodącą przez wybudowaną zaporę, zaś 10 października tego samego roku nastąpiło uroczyste otwarcie Dnieprzańskiej Elektrowni Wodnej. W otwarciu udział wzięli przewodniczący Wszechrosyjskiego Centralnego Komitetu Wykonawczego Michaił Kalinin, komisarz ludowy przemysłu ciężkiego Sergo Ordżonikidze, francuski pisarz i komunista Henri Barbusse oraz zagraniczni korespondenci prasowi. Koszty budowy obiektu wyniosły około 100 milionów dolarów (cały kompleks – wraz z obszarem przemysłowym i socgorodem – kosztował 400 milionów dolarów). Zostały pokryte m.in. dzięki wyprzedawaniu dzieł sztuki z Ermitażu, rezerw złota i zbóż, co później stało się jedną z przyczyn wielkiego głodu na Ukrainie. Oddany do użytku obiekt składał się z głównego budynku elektrowni (długość 236 m, szerokość 70 m) na prawym brzegu Dniepru z maszynownią, w której znalazło się 9 pionowych bloków energetycznych; ściany osłonowej (długość 216 m); krzywoliniowej zapory przepływowej (długość 760 m, wysokość 60 m) i zapory ślepej (długość 251 m).
Elektrownia po oddaniu do użytku stała się symbolem socjalizmu i uprzemysłowienia. Amerykański dziennikarz Hubert Renfro Knickerbocker w swojej napisanej w 1941 roku książce Is Tomorrow Hitler’s? 200 Questions On The Battle of Mankind napisał o zaporoskiej elektrowni, że jest „największym, najbardziej spektakularnym i najpopularniejszym ze wszystkich gigantycznych projektów” pierwszej stalinowskiej pięciolatki.

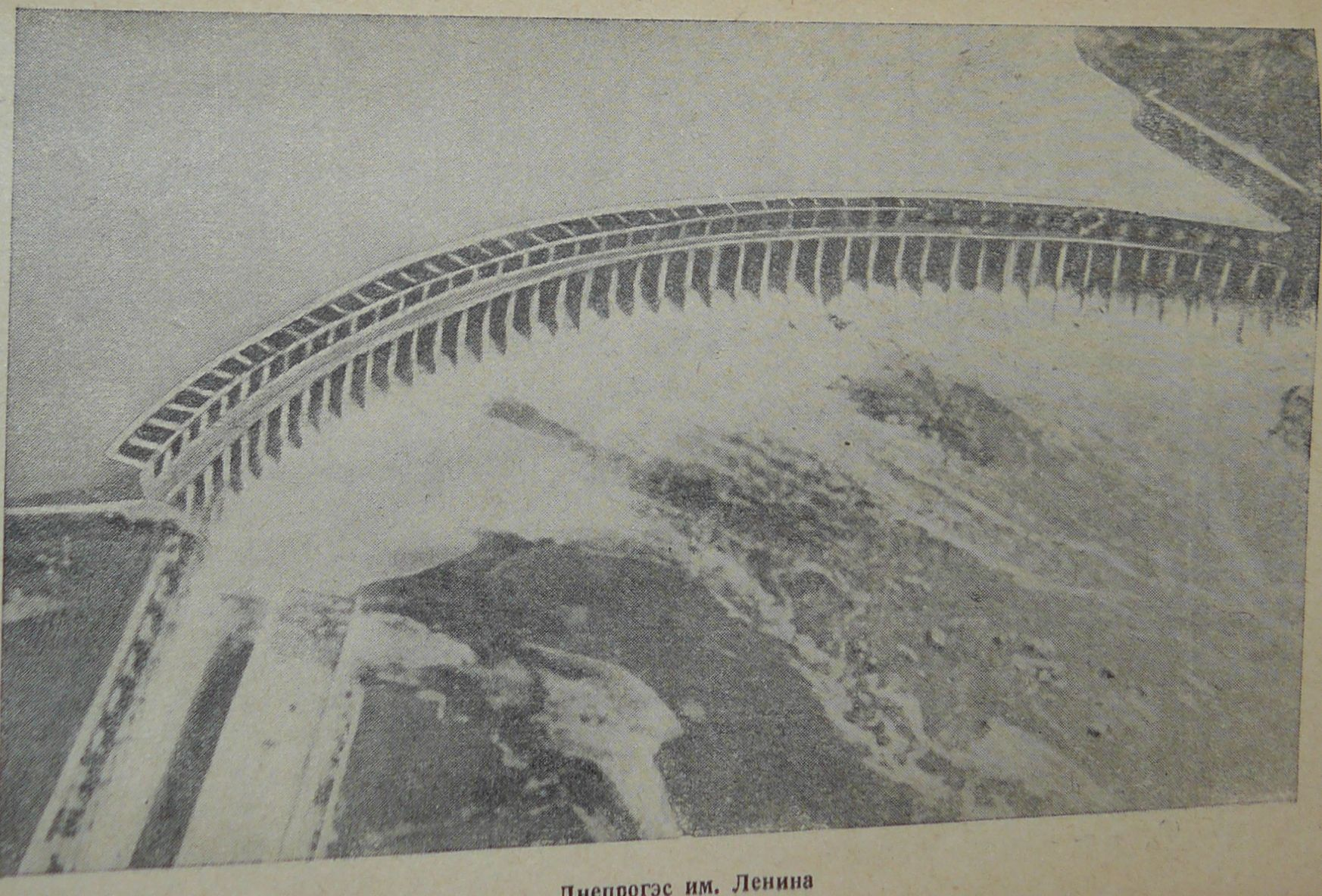
Zapora elektrowni w 1935 roku

Powstały w Zaporożu kompleks przemysłowy wykorzystywał wytworzoną w obiekcie tanią energię elektryczną. Z energii produkowanej w elektrowni korzystało także Donieckie Zagłębie Węglowe.
Do 1933 roku za zaporą elektrowni napełnił się Zbiornik Dnieprzański. Zatopił on porohy Dniepru i jednocześnie zapewnił możliwość żeglugi na tej rzece.
Od 1936 roku elektrownia w Zaporożu corocznie produkowała 2 miliardy kWh energii elektrycznej.
16 kwietnia 1939 roku, wraz z zakończeniem montażu 9. bloku hydroenergetycznego, elektrownia osiągnęła moc projektową 560 MW. Średnioroczna produkcja energii wyniosła 3,64 miliarda kWh. W 1939 roku odznaczono też elektrownię Orderem Czerwonego Sztandaru Pracy.

### Zniszczenie zapory w czasie II wojny światowej
Gdy w ramach związanej z II wojną światową operacji „Barbarossa” wojska niemieckie przełamywały radzieckie linie obronne, podpułkownik Boris Jepow, wykładowca na akademii saperów i ekspert od materiałów wybuchowych, który w 1931 roku brał udział w wysadzeniu soboru Chrystusa Zbawiciela w Moskwie, 14 sierpnia 1941 roku otrzymał wezwanie od dowódcy wojsk inżynieryjnych Armii Czerwonej, generała Leontija Kotlara. Nakazał on Jepowowi opracowanie planu wysadzenia zapory Dnieprzańskiej Elektrowni Wodnej. Koncepcję wysadzenia zapory na początku sierpnia 1941 roku wymyślił i zatwierdził Józef Stalin. Władze radzieckie obawiały się, że Niemcy przejdą po łuku zapory i wedrą się w głąb ZSRR.
15 sierpnia 1941 roku Jepow wyleciał z pełnomocnictwami z Moskwy do Zaporoża. Na miejscu, wraz z oddanym mu pod rozkazy batalionem saperskim, umieścił w strategicznych miejscach na zaporze 20 t materiału wybuchowego (amonalu lub trotylu, w zależności od źródeł). Ustalono, że zapora zostanie wysadzona, kiedy Niemcy pojawią się na prawym brzegu Dniepru, a na lewy ewakuuje się ochraniający zaporę 157 Pułk NKWD.
18 sierpnia 1941 roku, około godziny 20:00–20:30, po złamaniu obrony radzieckiej w Zaporożu przez siły niemieckie, zapora Dnieprzańskiej Elektrowni Wodnej została wysadzona. Boris Jepow osobiście nacisnął detonator uruchamiający ładunki wybuchowe. Eksplozja spowodowała powstanie w zaporze wyrwy o długości, w zależności od źródeł, od około 150 do 165 m, przez którą zaczęły przelewać się tysiące litrów wody. Fala powodziowa o wysokości prawie 30 m runęła na Zaporoże i wszystkie przyległe wsie oraz miasta, w tym Nikopol i Marganiec, oraz największą z wysp na Dnieprze, Chortycę.

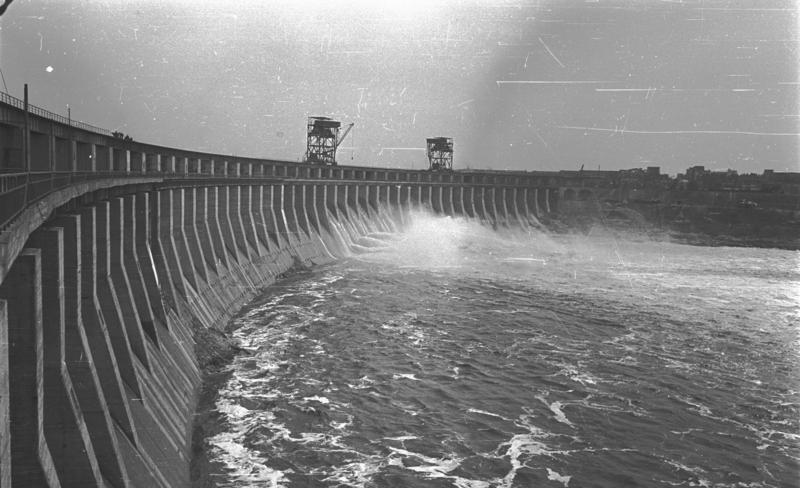
Zapora elektrowni w czerwcu 1942 roku

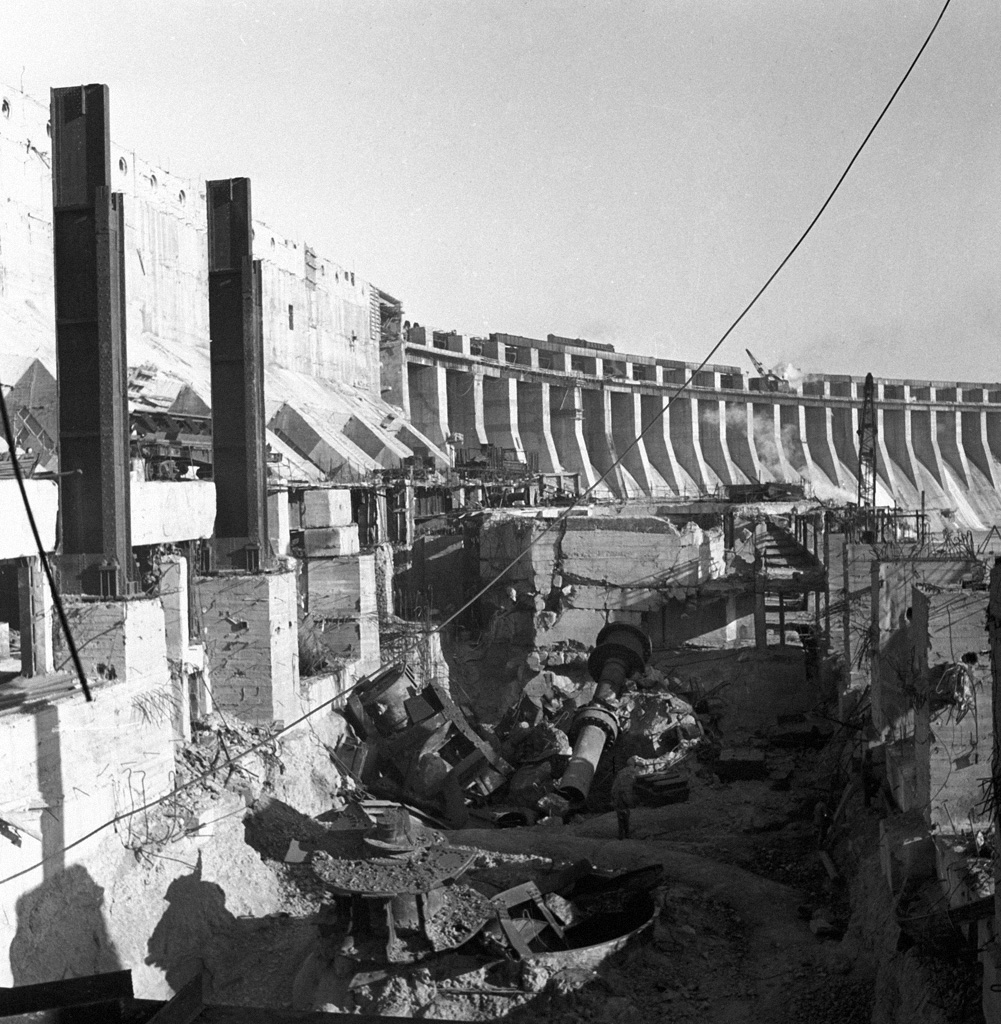
Zapora elektrowni po zniszczeniu przez wycofujących się Niemców w 1943 roku

O planach wysadzenia zapory nikt nie poinformował cywilów i dowództwa Armii Czerwonej. Z powodu wysokiej wody ucierpieli zarówno mieszkańcy okolicznych miejscowości i wyspy Chortyca, jak i żołnierze niemieccy oraz radzieccy, przeprawiający się przez Dniepr. Niemieckie dowództwo szacowało swoje straty na 1500 żołnierzy. Według historyków, cywilnych i wojskowych radzieckich ofiar zniszczenia zapory było od 20 000 do 80 000–120 000.
Zniszczenie zapory na Dnieprze nie przyniosło Sowietom żadnych korzyści. Niemcy w ogóle się nie zatrzymali i przekroczyli rzekę w innych miejscach. Fala powodziowa pochłonęła tysiące żołnierzy Armii Czerwonej, wycofujących się za Dniepr, a innych odcięła od zaopatrzenia, zmuszając ich tym samym do poddania się. Sowieci, zdając sobie sprawę, jak wielki błąd popełnili, zaczęli rozpuszczać plotkę, że tamę wysadzili niemieccy dywersanci i lotnicy. Wersję o winie Niemców w zniszczeniu zapory podtrzymywali także przedstawiciele ZSRR na powojennych procesach norymberskich. Oficjalne stanowisko w tej sprawie zmieniło się za rządów Nikity Chruszczowa w Związku Radzieckim – wprowadzono wtedy wersję o wysadzeniu zapory przez Rosjan, aby wywołaną powodzią zniszczyć niemieckie przeprawy przez Dniepr i zatopić niemieckich żołnierzy. Nie uwzględniono jednak własnych, radzieckich ofiar powodzi. Zaczęto o nich mówić dopiero po wprowadzeniu głasnosti w czasach rządów Michaiła Gorbaczowa.
Obecnie na Ukrainie wysadzenie Dnieprzańskiej Elektrowni Wodnej i śmierć tysięcy ludzi skutek tego wydarzenia są faktami praktycznie nieznanymi. Ruchy narodowe i niepodległościowe starają się jednak przywrócić pamięć o nich, organizując wiece i marsze pamięci.
Po zdobyciu Zaporoża przez Wehrmacht niemieckie jednostki budowlane odbudowały zniszczoną część zapory i wznowiły produkcję energii elektrycznej przez elektrownię. Jednak kiedy sytuacja na froncie diametralnie się zmieniła, Niemcy, przed wycofaniem się z Zaporoża, w 1943 roku próbowali wysadzić całą zaporę. W tym celu zorganizowali 200 t materiałów wybuchowych i dziesiątki bomb lotniczych, które następnie umieścili bezpośrednio w turbinach elektrowni. Zniszczeniu uległa jednak tylko stosunkowo niewielka część tamy, jako że grupie radzieckich saperów udało się przeciąć kilka metrów przewodu prowadzącego do urządzenia wybuchowego.

### Dalsza historia

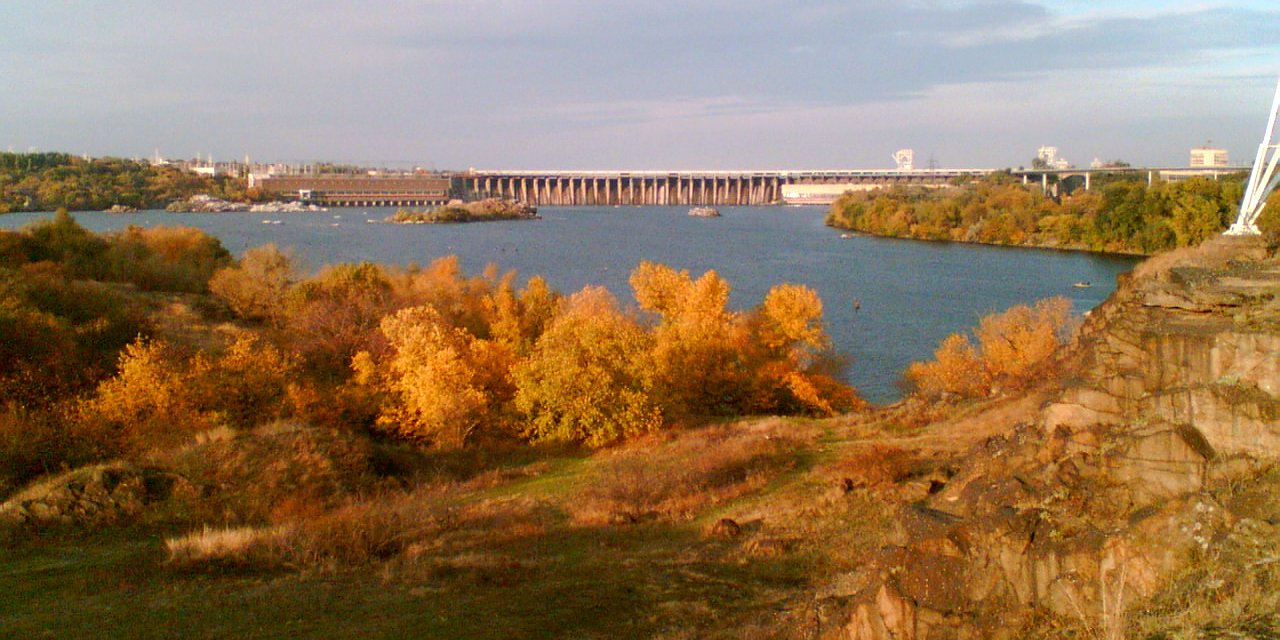
Zapora elektrowni widziana od strony Chortycy w 2007 roku

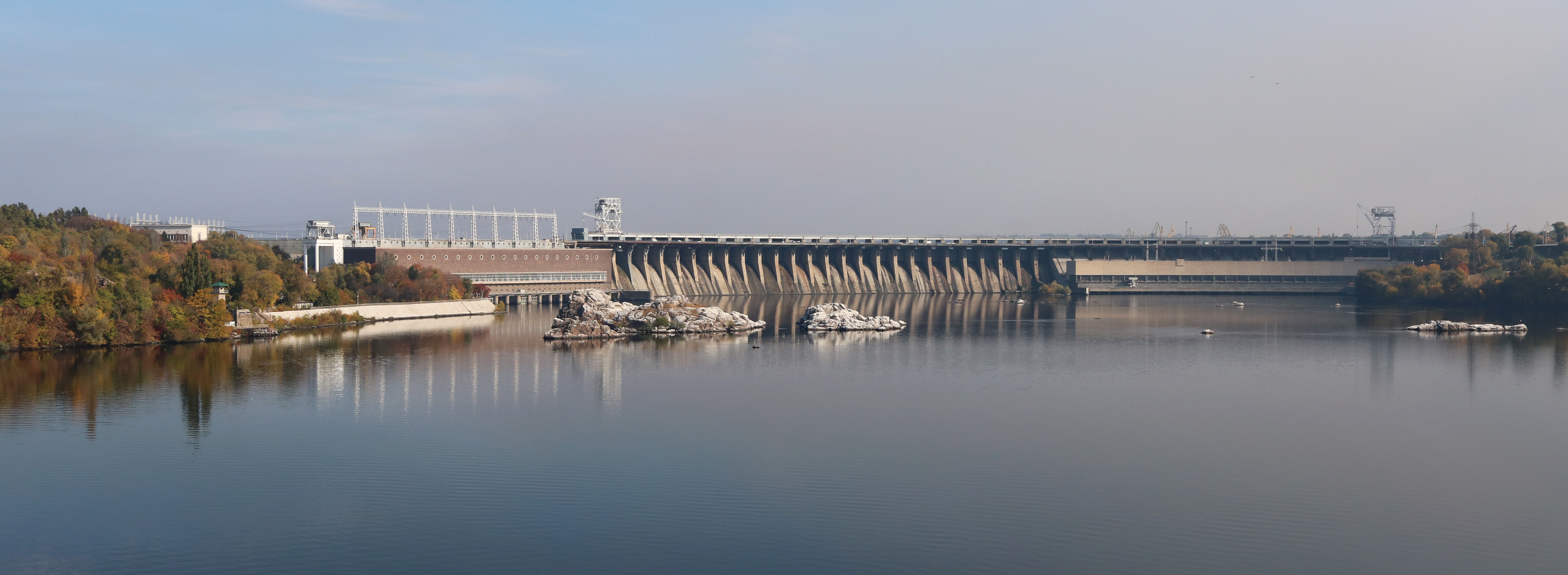
Zapora elektrowni w 2021 roku

Odbudowę zapory Dnieprzańskiej Elektrowni Wodnej rozpoczęto w 1944 roku. W 1950 roku ponownie uruchomiono elektrownię jednocześnie zwiększając jej moc o 16% w stosunku do stanu przedwojennego.
3 stycznia 1969 roku zatwierdzono projekt rozbudowy elektrowni zwiększającej jej moc o 828 MW. 21 kwietnia 1980 roku rozbudowana elektrownia została oddana do użytku. Łączna jej moc osiągnęła 1,5 tysiąca MW. W latach 60. i 70. XX wieku elektrownia była także wyposażana w systemy telezarządzania, telepomiarów i telesygnalizacji.
W 1980 roku elektrownia została odznaczona Orderem Lenina.
W 1997 roku przeprowadzono częściową modernizację poszczególnych bloków elektrowni.
W 2016 roku z zabudowań elektrowni usunięto wszelkie komunistyczne symbole, w tym duży znak z rosyjskojęzycznym napisem z nazwą elektrowni, wskazujący, iż nosiła ona imię Włodzimierza Lenina. Stanowiło to realizację uchwalonych w poprzednim roku przez Ukrainę ustaw dekomunizacyjnych.
W 2019 roku obiekt został uznany za zagrożony awarią. W związku z ryzykiem uszkodzenia zapory zakazano ruchu ciężarówek o masie 25 t po moście na tamie. W 2021 roku przeprowadzono remont jezdni, który praktycznie nie miał żadnego wpływu na ogólny stan infrastruktury kompleksu hydroenergetycznego.
22 marca 2024 roku elektrownia została dwukrotnie uderzona rakietami podczas rosyjskiego nocnego ataku dronów i rakiet na ukraińskie obiekty infrastruktury energetycznej, związanego z prowadzonymi przez Rosję działaniami wojennymi na Ukrainie. Jak później powiedział Ihor Syrota, szef firmy Ukrhidroenerho zarządzającej elektrownią, obie części elektrowni, HES-1 i HES-2, zostały uszkodzone, przy czym druga z nich doznała krytycznych uszkodzeń po bezpośrednim trafieniu dwiema rakietami w dźwigary żurawia i filar wsporczy. Z kolei według gubernatora obwodu zaporoskiego Iwana Fedorowa podczas uderzenia rakiety w zaporę trafiony został przejeżdżający po niej trolejbus, wskutek czego jego kierowca zginął – na pokładzie pojazdu nie było pasażerów. W następstwie ataku obie części elektrowni przestały działać jednak nie zaistniało ryzyko przerwania zapory.